# Huta Dolna (województwo mazowieckie)
Huta Dolna alias Huta Mazowszańska Dolna – kolonia w Polsce położona w województwie mazowieckim, w powiecie radomskim, w gminie Kowala.
W latach 1975–1998 miejscowość należała administracyjnie do województwa radomskiego.
Wierni Kościoła rzymskokatolickiego należą do parafii Matki Bożej Różańcowej w Mazowszanach.